# 北郷裕子
北郷 裕子（きたごう ゆうこ、1978年1月16日 - ）は、東京電力女子サッカー部マリーゼ（TEPCOマリーゼ）に所属していた元女子サッカー選手。埼玉県さいたま市出身。日本女子体育大学卒。身長166cm。ポジションはディフェンダー。ニックネームは、ゴウ。

## 経歴
2000年にYKK APフラッパーズに入団。主にDFでプレーすることが多いが、たまにボランチとしてもプレーしていた。ヘディングが武器。2006年の日本女子サッカーリーグ（なでしこリーグ）第9節INACレオネッサ戦で、なでしこリーグ通算100試合出場を達成した。しかし、その試合で相手選手との接触で骨折をした。
2007年シーズン、副キャプテンに任命されたが、その年限りで現役引退した。

## 所属クラブ
- 宮原サッカースポーツ少年団 1993 - 1995
- 日本女子体育大学 1996 - 1999
- YKK AP（東北）フラッパーズ/TEPCOマリーゼ 2000 - 2007
  - 2007年12月　現役引退

## 日本女子サッカーリーグの成績
通算成績：118試合6得点
| 2000   | YKK東北女子   | 15     | L・リーグ | 12  | 0 | n | n |
| 2001   | YKK東北女子   | 15     | L・リーグ | 14  | 0 | n | n |
| 2002   | YKK東北女子   | 15     | L・リーグ | 11  | 0 | n | n |
| 2003   | YKK東北女子   | 15     | L・リーグ | 20  | 0 | n | n |
| 2004   | YKKAP東北女子 | 5      | L1        | 14  | 2 | n | n |
| 2005   | 東京電力女子  | 5      | L1        | 21  | 3 | n | n |
| 2006   | 東京電力女子  | 5      | なでしこ1 | 8   | 0 | n | n |
| 2007   | 東京電力女子  | 5      | なでしこ2 | 18  | 1 | n | n |
| 通算   | 日本          | 日本   | L・リーグ | 57  | 0 | n | n |
| 通算   | 日本          | 日本   | L1        | 35  | 5 | n | n |
| 通算   | 日本          | 日本   | なでしこ1 | 8   | 0 | n | n |
| 通算   | 日本          | 日本   | なでしこ2 | 18  | 1 | n | n |
| 総通算 | 総通算        | 総通算 | 総通算    | 118 | 6 | n | n |